# Stefan Šapić
Stefan Šapić (serbisch-kyrillisch Стефан Шапић; * 26. Februar 1997 in Belgrad) ist ein serbischer Fußballspieler.

## Karriere
Šapić begann seine Karriere beim FK Partizan Belgrad. Zur Saison 2009/10 wechselte er in die Jugend des FK Čukarički. Im März 2016 debütierte er für die Profis von Čukarički in der SuperLiga, als er am 26. Spieltag der Saison 2015/16 gegen den FK Mladost Lučani in der 84. Minute für Branislav Janković eingewechselt wurde. Dies blieb sein einziger Saisoneinsatz. Zur Saison 2016/17 wurde er an den Zweitligisten FK Sinđelić Beograd verliehen. Während der eineinhalbjährigen Leihe kam er zu 23 Einsätzen in der Prva Liga. Nach dem Ende der Leihe kehrte er im Februar 2018 zu Čukarički zurück, kam allerdings bis Saisonende zu keinem Saisoneinsatz mehr.
Im Februar 2019 erzielte Šapić bei einem 3:0-Sieg gegen den FK Voždovac sein erstes Tor in der höchsten serbischen Spielklasse. In der Saison 2018/19 kam er zu 27 Einsätzen in der SuperLiga, in denen er zwei Tore erzielte. In der darauffolgenden Spielzeit 2019/20 kam er zu 29 Erstligaeinsätzen, in denen er vier Tore erzielte. In der Saison 2020/21 spielte er 35 Mal und machte erneut vier Tore, in der Saison 2021/22 absolvierte er 31 Partien in der SuperLiga.
Im September 2022 wechselte Šapić nach Russland zu Torpedo Moskau. Für Torpedo kam er zu fünf Einsätzen in der Premjer-Liga, aus der das Team am Ende der Saison 2022/23 aber abstieg. Anschließend löste er im August 2023 seinen Vertrag in Moskau auf.